# 소순 (백춘)
소순(召馴, ? ~ ?)은 후한 전기의 관료로, 자는 백춘(伯春)이며 구강군 수춘현(壽春縣) 사람이다. 전한의 소부 소신신의 증손으로, 아버지는 건무 연간에 권령(卷令)을 지냈다.

## 생애
어려서 《한시》(韓詩)를 익혔고, 서(書)·전(傳)에 통달하였다. 주와 군에서 경력을 쌓아 사도부(司徒府)에 벽소되어, 건초 원년(76년)에 기도위가 되고 장제를 가르쳤다. 이후 좌중랑장(左中郞將)이 되어 제후왕들을 가르쳤고, 장제의 총애를 받았다.
진류태수로 전출될 때 장제로부터 칼과 전별을 받았고, 하남윤으로 승진하였다가 중앙의 부름을 받아 광록훈을 지냈다. 벼슬자리에 있던 중 죽었고, 황제는 원릉(園陵)에 묫자리를 내주었다.
손자 소휴(召休)는 청주자사를 지냈다.

## 출전
- 범엽, 《한서》 권79하 유림열전 下

| 전임 원안 | 후한의 하남윤 85년 ~ 88년 | 후임 채숭 |

| 전임 임외 | 후한의 광록훈 88년 ~ ? | 후임 환우 |